# Green Left Weekly
Le Green Left Weekly est un hebdomadaire australien de la gauche radicale. Lancé en 1991 par le Democratic Socialist Party, il est depuis devenu indépendant, mais soutient régulièrement la Socialist Alliance.
Le journal se concentre sur la lutte quotidienne des travailleurs contre ce que le Green Left Weekly croit être une classe dirigeante ploutocratique.
Parmi les sujets lui tenant à cœur, on retrouve la destruction de l'environnement, le droit à la terre des Aborigènes, le réchauffement climatique et les interventions américaines en Afghanistan et en Irak. 
Le Green Left Weekly soutient vivement la Révolution bolivarienne menée par le président Hugo Chávez au Venezuela et a récemment ouvert un bureau à Caracas pour améliorer sa couverture des événements.
John Pilger, un journaliste australien de gauche dont les articles furent publiés dans le Green Left Weekly par le passé, dit à propos du journal que "il y a peu d'autres journaux, radicaux ou non, qui rassemblent des nouvelles et des analyses aussi bien informées et crédibles que le Green Left Weekly. Son travail a influencé le mien et été un modèle pour ceux qui pensent que la presse devrait être au service du peuple".
En 2005, le Green Left Weekly reçut un prix de la compagnie Hitwise qui considérait son site web comme le plus populaire des sites politiques d'Australie.